# Quảng trường chính Katowice
50°15′33″B 19°01′18″Đ / 50,25917°B 19,02167°Đ

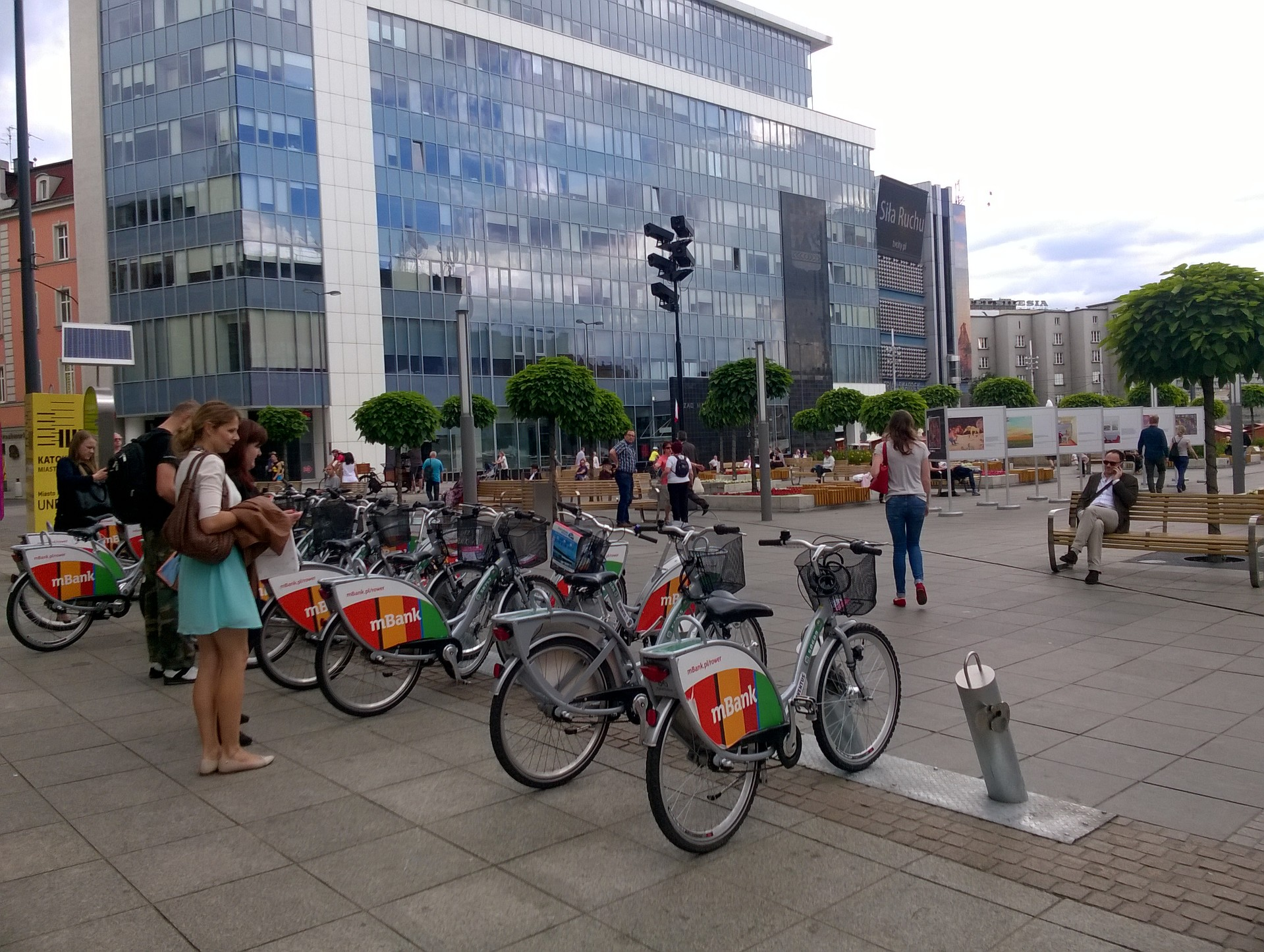
Plac Kwiatowy, một phần của quảng trường

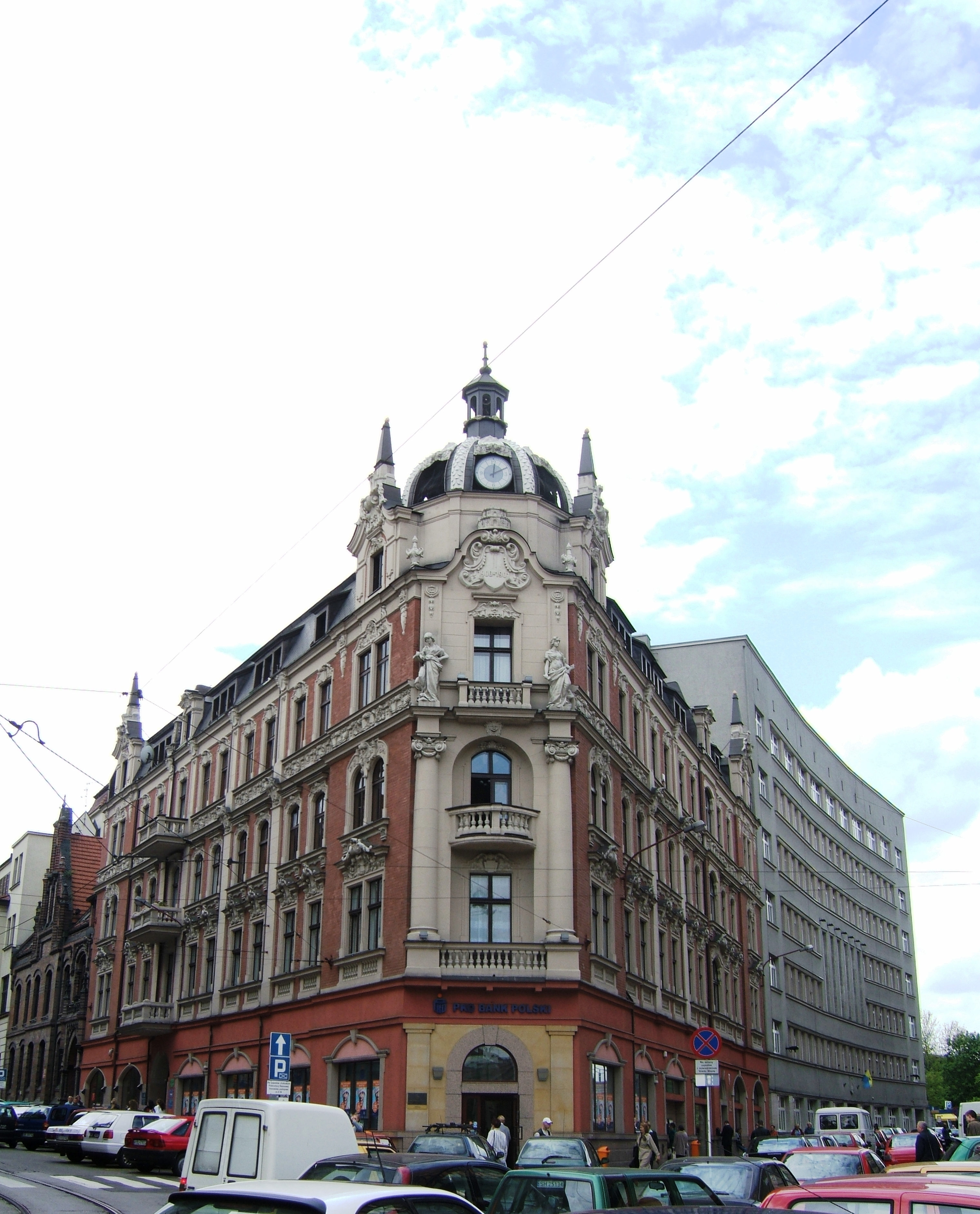
Tòa nhà ngân hàng PKO BP

Quảng trường chính Katowice là một địa điểm nằm ở trung tâm của quận Śródmieście ở thành phố Katowice, Ba Lan. Quảng trường chính này, là một trong những kiến trúc chính trong thành phố, có từ cuối thế kỷ 19. Nó đã được xây dựng lại nhiều lần, với sự tu sửa mới nhất hiện đang được tiến hành.
Nhà hát Silesian nằm ở quảng trường này.
Trong những năm 2010, thành phố đã bắt đầu thiết kế lại quảng trường. Kể từ mùa hè 2014, việc tái thiết quảng trường đã diễn ra. 